# San Giovanni a Piro
San Giovanni a Piro – miejscowość i gmina we Włoszech, w regionie Kampania, w prowincji Salerno.
Według danych na rok 2004 gminę zamieszkiwały 3753 osoby, 101,4 os./km².